# Бургиньон-су-Куси
Бургиньон-су-Куси́ (фр. Bourguignon-sous-Coucy) — коммуна во Франции, находится в регионе О-де-Франс. Департамент коммуны — Эна. Входит в состав кантона Вик-сюр-Эн. Округ коммуны — Лан.
Код INSEE коммуны — 02107.

## Население
Население коммуны на 2010 год составляло 91 человек.
| 1962 | 1968 | 1975 | 1982 | 1990 | 1999 | 2010 |
| ---- | ---- | ---- | ---- | ---- | ---- | ---- |
| 62   | 73   | 59   | 77   | 99   | 83   | 91   |

## Экономика
В 2010 году среди 62 человек трудоспособного возраста (15—64 лет) 46 были экономически активными, 16 — неактивными (показатель активности — 74,2 %, в 1999 году было 57,1 %). Из 46 активных жителей работали 37 человек (24 мужчины и 13 женщин), безработных было 9 (6 мужчин и 3 женщины). Среди 16 неактивных 3 человека были учениками или студентами, 4 — пенсионерами, 9 были неактивными по другим причинам.